# Analogue Bubblebath Vol 3
Analogue Bubblebath Vol 3 - мини-альбом британского электронного музыканта Ричарда Дэвида Джеймса под псевдонимом AFX, выпущенный в 1992 году на лейбле Rephlex Records. Это третий релиз в серии Analogue Bubblebath и его первый релиз, в котором используется вариация AFX его псевдонима Aphex Twin.  Первоначально он был выпущен на 12-дюймовом виниле , а затем несколько месяцев спустя .в начале 1993 года,перевыпущен на компакт-диске  пятью дополнительными треками.В 1997 году Rephlex Records выпустили Analogue Bubblebath Vol 3.1, содержащий избранные треки, выпущенные только на CD, на 12-дюймовом виниле

## Релизы

### Оригинальный винил (1992)
Оригинальный виниловый релиз был упакован в коричневый бумажный пакет, в который были вложены аннотации, описывающие Rephlex Records и различные достопримечательности Корнуолла , Англия . В аннотациях также содержатся инструкции по воспроизведению последнего трека первой стороны (.0180871), который представляет собой две песни, проигрываемые одновременно, каждая из которых панорамирована на левый и правый каналы. Все песни, за исключением .38, появились в будущих переизданиях. Оригинальный виниловый релиз — единственный формат Analogue Bubblebath Vol 3 , который представлен со списком треков

### Оригинальный CD (1993)
Оригинальный CD был в прозрачном тонком футляре Jewel Case , обернутом в пузырчатую пленку.В футляре не было никаких надписей, за исключением наклейки, прикрепленной спереди, ссылающейся на третий релиз в серии Analogue Bubblebath и почтовый адрес Rephlex Records. Наклейка имеет подзаголовок «на 66% больше пузырей» и украшена изображениями мыльных пузырей. На диске нет печати или этикетки. Нет никаких указаний на список треков где-либо на упаковке; восемь из тринадцати песен идентичны или являются отредактированными версиями тем, что появляются в формате винила, но пять песен (треки 8, 9, 11, 12 и 13) никогда не были выпущены с официальным названием. Из этих пяти песен без названия треки 8, 9 и 13 позже появятся в виниловой форме на Analogue Bubblebath Vol 3.1 и виниловом переиздании Analogue Bubblebath vol. 3 , а трек 11 также появится на виниловом переиздании. Двенадцатый трек является эксклюзивным для выпуска на CD. Порядок воспроизведения песен также изменен по сравнению с винилом. Две песни под названием .0180871 такие же, как те, которые появляются объединенными на виниловой версии, но разделены на свои собственные отдельные треки

### Analogue Bubblebath 3.1, виниловое переиздание (1997)
Релиз содержит треки,ранее доступные только на CD, но теперь на 12-дюймовом виниле. Однако только три из пяти треков CD появились снова (треки 8, 9 и 13 ). Этот релиз также представляет новый скрытый трек разговора Ричарда с его друзьями

### Переиздание на CD (1997)
Версия на CD была переиздана в 1997 году с небольшими изменениями во внешнем виде и презентации. Подзаголовок «на 66% больше пузырей» заменен указанием автора и продюсера Ричарда Д. Джеймса, а сопутствующие изображения пузырей заменены логотипами Aphex Twin. Переиздание имеет дополнительную наклейку на задней стороне с подробной юридической информацией и другими доступными релизами AFX, такими как Analogue Bubblebath 4. Версия на CD с тех пор была выпущена в виде цифровой загрузки

### Переиздание на виниле (2002)
Виниловая версия была переиздана в 2002 году. Она была выпущена как двойной EP на двух 12-дюймовых виниловых пластинках с обновленным оформлением и включала большинство треков с CD-релиза 1993 года. На обложке изображены пиктограммы женщины и мужчины. Порядок воспроизведения песен отличается от оригинальной виниловой версии и CD-версии, а список треков, технически неполный. В частности, отсутствуют AFX 6/b, 12-й трек CD «без названия» и скрытый трек разговора Ричарда Д. Джеймса и его друзей

## Критический приём
Сайт Allmusic оценил альбом на 3,5 звезды из 5 возможных
Сайт Sputnikmusic оценил альбом а 3 из 5 баллов,что означает «отлично»,отметив «отсутствие оформления упаковки или списка треков, трюк, который никогда ранее не использовался на электронной сцене» и «для тех, кто ищет что-то инновационное и оригинальное, стоило позволить любопытству взять верх»
Сайт Rate Your Music оценил альбом на 3.22 балла из 5 возможных

## Трек лист

### Оригинальный трек лист (1992)

#### Сторона A
| №  | Название    | Длительность |
| -- | ----------- | ------------ |
| 1. | «215061»    | 4:16         |
| 2. | «000890569» | 4:31         |
| 3. | «.38»       | 0:38         |
| 4. | «.0180871»  | 4:10         |

#### Сторона B
| №                   | Название            | Длительность |
| ------------------- | ------------------- | ------------ |
| 5.                  | «.55278037732581»   | 4:18         |
| 6.                  | «.942937»           | 4:31         |
| 7.                  | «.1993841»          | 5:43         |
| 8.                  | «AFX 6/b"»          | 0:31         |
| Общая длительность: | Общая длительность: | 32:23        |

### Трек лист на CD (1993 и 1997)
| №                   | Название            | Длительность |
| ------------------- | ------------------- | ------------ |
| 1.                  | «.215061»           | 3:53         |
| 2.                  | «.1993841»          | 8:02         |
| 3.                  | «.0180871a»         | 4:16         |
| 4.                  | «.942937»           | 4:37         |
| 5.                  | «.0180871b»         | 3:52         |
| 6.                  | «.000890569»        | 4:48         |
| 7.                  | «.55278037732581»   | 4:20         |
| 8.                  | «(CAT 00897-AA1)»   | 4:05         |
| 9.                  | «(CAT 00897-A1)»    | 5:06         |
| 10.                 | «Afx 6/b»           | 0:36         |
| 11.                 | «без имени»         | 4:41         |
| 12.                 | «без имени»         | 0:53         |
| 13.                 | «(CAT 00897-A2)»    | 5:14         |
| Общая длительность: | Общая длительность: | 54:32        |

### Дополнительные треки Analogue Bubblebath 3.1 (1997)

#### Сторона A
| №  | Название         | Длительность |
| -- | ---------------- | ------------ |
| 1. | «(CAT 00897-A1)» | 5:06         |
| 2. | «(CAT 00897-A2)» | 5:14         |

#### Сторона B
| №  | Название          | Длительность |
| -- | ----------------- | ------------ |
| 1. | «(CAT 00897-AA1)» | 4:05         |
| 2. | «без имени»       | 2:26         |

### Виниловое переиздание (2002)

#### Сторона A
| №  | Название     | Длительность |
| -- | ------------ | ------------ |
| 1. | «.215061»    | 3:50         |
| 2. | «.000890569» | 4:48         |
| 3. | «.0180871R»  | 4:11         |

#### Сторона B
| №  | Название          | Длительность |
| -- | ----------------- | ------------ |
| 4. | «.942937»         | 4:31         |
| 5. | «.55278037732581» | 4:19         |
| 6. | «.0180871L»       | 3:52         |

#### Сторона C
| №  | Название         | Длительность |
| -- | ---------------- | ------------ |
| 7. | «.1993841»       | 8:03         |
| 8. | «(CAT 00897-B1)» | 4:06         |

#### Сторона D
| №   | Название             | Длительность |
| --- | -------------------- | ------------ |
| 9.  | «(CAT 00897-A1)»     | 5:07         |
| 10. | «(CAT 00897-A2)»     | 5:15         |
| 11. | «(CD Only Track #1)» | 4:42         |